# Rigai dóm
A rigai dóm (lettül: Rīgas Doms) a Lett Evangélikus-Lutheránus Egyház (Latvijas Evaņģēliski Luteriskā Baznīca) székesegyháza Lettország fővárosának, Rigának a történelmi belvárosában. Az épület az ország és a balti országok legnagyobb temploma. Az épület a város és az ország egyik jelképe, 1997 óta pedig Riga óvárosának részeként a Világörökség része.

## Története
A rigai dómot az első püspök, a várost is alapító Albert von Buxthoeven parancsára építették. Egy 1211. július 25-i keltezésű, hitelességében vitatott dokumentum szerint aznap tette le egy kolostor és a hozzá tartozó templom alapkövét. A mostani templom Riga első székesegyházát váltotta fel, a város falain belüli faépítményt, amely 1215-ben egy tűzvészben elpusztult. A felszentelés dátuma nem maradt fenn, mindenesetre 1226-ra kellőképpen elkészült ahhoz, hogy zsinatot tarthassanak benne, amelyen Wilhelm von Modena pápai legátusként vett részt. A székesegyház több mint 300 évig a Rigai (római katolikus) egyházmegye székesegyháza volt, amelyet 1255-től érsekségi rangra emeltek.
Az érsek pozíciója a városban döntően meggyengült, amikor a polgárság a reformáció felé fordult, és Wolter von Plettenberg, a Teuton Lovagrend livóniai kormányzója 1525. szeptember 21-én hitelesítette Riga város evangélikus hitre való áttérését. Ó-Livónia 1561-es livóniai háborúban történő felbomlásával 1563-ban az első katolikus rigai érsekség is elpusztult. Ettől kezdve a székesegyház a német nyelvű evangélikus gyülekezetet szolgálta. 1923-ban a függetlenné váló lett állam megerősítette a székesegyház tulajdonjogát a Lett Evangélikus-Lutheránus Egyháznak, amelyet 1920/1922-ben alapítottak. A szovjet időkben 1959-től 1962-ig a székesegyház koncertteremként működött, az oltárát eltávolították, a padsorokat az orgona felé igazították.

## Jellemzői
A templom és a kolostor eredetileg a város falain kívül, egy kis magaslaton álltak. Ma az utcaszint alatt vannak, mert a környező utcákat többször feltöltötték, hogy csökkentsék a Daugava okozta árvízveszélyt. A többszöri átalakítás miatt ma már alig lehet felismerni a templom eredeti formáját.
A székesegyház legrégebbi részei a kórus és a román stílusú kereszthajó. A hajó további építésénél csúcsíveket alkalmaztak, amelyek pilléreit középmagasságban oszlopfővel ellátott oszlopok díszítik. A templom déli oldalán lévő kolostor keriengője szintén Albert püspök idejéből származik.
A gótikus korból származó északi kapu (korábban főbejárat) lenyűgöző kialakítású. A tervezett két toronyból forráshiány miatt csak egy épült meg, amely 1547-ben leégett. 1595-ben új, részben fából készült tornyot emeltek, amely 140 méteres magasságával Rigában a legmagasabb templomtorony volt (a Szent Péter-templom akkori tornya néhány méterrel alacsonyabb volt). A torony az évszázadok során romossá vált a különböző faszerkezetek pusztulása miatt, ezért 1775-ben a rigai tanács úgy döntött, hogy kicseréli azt. A következő évben felkerült a mai barokk stílusú, lanternával kiegészített toronysüveg. A torony jelenleg 90 m magas, ezzel éppen csak a legalacsonyabb az óváros 3 nagy történelmi temploma, a Szent Péter-templom és a Szent Jakab-székesegyház mögött.
A templom eredeti belső tere 1524-ben áldozatul esett a reformáció képrombolóinak, a többit az 1547-es tűzvész pusztította el. A jelenlegi templombelső manierista és barokk stílusú.

## Fordítás
- Ez a szócikk részben vagy egészben  a   Dom zu Riga című német Wikipédia-szócikk ezen változatának fordításán alapul.  Az eredeti cikk szerkesztőit annak laptörténete sorolja fel. Ez a jelzés csupán a megfogalmazás eredetét és a szerzői jogokat jelzi, nem szolgál a cikkben szereplő információk forrásmegjelöléseként.